# Aloe speciosa
Aloe speciosa é uma espécie de liliopsida do gênero Aloe, pertencente à família Asphodelaceae.